# Premio letterario Elba
Il premio letterario Elba è stato fondato nel 1962 da Rodolfo Doni, Geno Pampaloni e Pompei Mario Scelza. 
Il premio venne interrotto a partire dal 1973, a causa della mancanza di finanziamenti, e rimase assente per ben 11 anni, fino al 1984. 
Tra i vincitori illustri figurano i futuri Premi Nobel Heinrich Böll ed Eugenio Montale.

## Albo d'oro
| Edizione | Anno | Vincitore                                             | Autore                      | Finalisti |
| -------- | ---- | ----------------------------------------------------- | --------------------------- | --- |
| 1        | 1962 | Carlo Magno nella Grotta                              | Alfonso Gatto               | Tramonto all'Elba di Luigi Berti Guerra dei poveri di Nuto Revelli Una lunga pazzia di Antonio Barolini Giamilja di C. Aitmatov Biliardo alle nove e mezzo di Heinrich Böll |
| 2        | 1963 | Introduzione a Teilhard de Chardin                    | Norbert Maximilian Wildiers | Bandiera bianca a Cefalonia di Marcello Venturi Avventura della virtù, di Luisa Reiser Lingua, stile e società, di Cesare Segre Diario di antepace di Max Frisch E tu che m'ascolti di Bruno Bellintani Un ermellino a Cernopol di Gregor von Rezzori |
| 3        | 1964 | Lettere alla signora Z.                               | Kazimierz Brandys           | Lingua libera e libertà linguistica di B. Terracini Poesia in forma di Rosa, di Pier Paolo Pasolini Tre racconti, di Tommaso Landolfi Cronaca dell'Alba, di Ramon J. Sender Poesie di Rafael Alberti Edipo vince a Stalingrado di Gregor von Rezzori |
| 4        | 1965 | Opinioni di un clown                                  | Heinrich Böll               | La mano del tempo di Nicola Lisi, Vallecchi L'amara scienza di L. Compagnone, Vallecchi La linea del Tomori di Manlio Cancogni, Mondadori |
| 5        | 1966 | Racconti impossibili                                  | Tommaso Landolfi            | Biografie di Alexander Kluge, Mondadori Saggi critici, di Roland Barthes, Einaudi Moderni e contemporanei, di Stephen Spender, Vellecchi Le indulgenze, di Libero Bigiaretti, Bompiani |
| 6        | 1967 | Organizzazione di una disfatta                        | Alexander Kluge             | Punto di Fuga, di Peter Weiss, Einaudi Il bipartitismo imperfetto, di Giorgio Galli, Il Mulino Dopo Maritain, di Gaspare Barbiellini Amidei, Boria Scacco alla Regina di Renato Ghiotto, Rizzoli L'Equilibrio di Tonino Guerra, Bompiani |
| 7        | 1968 | Un passo, un altro passo                              | Carlo Betocchi              | Mitografia del personaggio di Salvatore Battaglia La paglia bruciata di Ignazio Buttitta L'arte della congettura di Bertrand De Jouvenel Vacuum paked di Valerio Fantinel La beltà di Andrea Zanzotto |
| 8        | 1969 | Fuori di casa                                         | Eugenio Montale             | Il Contadino della Garonna di Jacques Maritain, Morcelliana La Chiesa di Hans Küng, Queriniana Sul mare della vita di Lidia Storoni Mazzolani, Rizzoli L'esecuzione di Milovan Gilas, Vallecchi Réparto C. di Aleksandr Solzenicyn, Einaudi Gli anni sessanta, narrativa e storia di Claudio Marabini Rizzoli Idoli e domande della poesia di Mario Petrucciani, Mursia Storia della critica moderna di René Wellek, Il Mulino                   |
| 9        | 1970 | Diario di Mosca                                       | Enzo Bettiza                | Premio speciale: La conquista dei poteri di Gilles Martinet, Marsilio |
| 10       | 1971 | Teologia della speranza                               | Jürgen Moltmann             | Il brusio degli angeli di P. L. Berger, Il Mulino Credere e non credere di N. Chiaromonte, Bompiani Il paese sbagliato di M. Lodi, Einaudi Il caso e la necessità di J. Monod, Mondadori Le poetiche critiche novecentesche di A. Noferi, Le Monnier La foglia, il pozzo, l'angelicazione di V. Vasilikòs, SEI L'archeologia nell'Arcipelago Toscano di M. Zecchini, Pacini                                                                      |
| 11       | 1972 | Vittorio Emanuele II                                  | Denis Mack Smith            | La dolce bestia di Anthony Burgess, Einaudi O Beatrice di Giovanni Giudici, Mondadori L'impero senza fine di Lidia Storoni Mazzolani, Rizzoli Caccia alle streghe nell'America puritana di Itala Vivan, Rizzoli |
| 12       | 1984 | Nozze in cielo                                        | Mircea Eliade               | Thomas Bernhard La cantina, Adelphi Neuro Bonifazi Il contagio, Lampugnani Kazimierz Brandys Mesi, Est/Ovest Grazia Livi Da una stanza all'altra, Garzanti Claudio Marabini Malù, Mondadori Giuseppe Pontiggia Il giardino delle esperidi, Adelphi Neri Pozza Vita di Antonio il Santo di Padova, Longanesi Ghiannis Ritsos L'albero della prigione e le donne, Lalli Dante Troisi La finta notte, Rusconi Christa Wolf "Cassandra", Est/Ovest   |
| 13       | 1985 | Gaspare, Melchiorre e Baldassarre                     | Michel Tournier             | La colonna della peste di Jaroslav Seifert, Est Ovest Adieu di Lucio Villari, Bompiani Aure di Elémire Zolla, Marsilio La casa gialla di Aleksandr Zinov'ev, Jaca Book |
| 14       | 1986 | Cere perse                                            | Gesualdo Bufalino           | Premio speciale: Franco Rella per La battaglia della verità, Feltrinelli |
| 15       | 1987 | Milena, l'amica di Kafka                              | Margarete Buber-Neumann     | La casa dell'eternità di Piero Camporesi, Garzanti Altre lune di Italo Alighiero Chiusano, Mondadori L'ultimo duello di Luigi Compagnone, Rusconi Meridiana di Maura Del Serra, Giuntina L'amico estraneo di Christoph Hein, Est Ovest Scelte politiche dei musicisti di Nino Pirrotta, Marsilio La missione del critico di Edoardo Sanguinetti, Marietti Lettera da Kupjansk di Mario Spinella, Mondadori Idioma di Andrea Zanzotto, Mondadori. |
| 16       | 1988 | Archetipi                                             | Elémire Zolla               | Trattato dell'empietà di Manlio Sgalambro, Adelphi Premio speciale: Bohumil Hrabal con Una solitudine troppo rumorosa, Einaudi |
| 17       | 1989 | La morte di mio fratello Abele                        | Gregor von Rezzori          | Il libro delle chiese abbandonate di Tonino Guerra Premio speciale: Il diavolo sul pinnacolo di Padre David Maria Turoldo, Paoline. |
| 18       | 1990 | Il manicomio di Pechino                               | Mario Tobino                | Il brodo indiano di Piero Camporesi, Garzanti La dissimulazione romanzesca di Ezio Raimondi, Il Mulino Versi del senso perso di Toti Scialoja, Mondadori Giovanna D'Arco di Maria Luisa Spaziani, Mondadori Premio speciale: Rita Delcroix con Filippo Neri, il santo dell'allegria, Newton Compton |
| 19       | 1991 | Terre del mito                                        | Giuseppe Conte              | Lance spezzate di Juan Benet, Guida Premio speciale: Donna di dolori di Patrizia Valduga, Mondadori |
| 20       | 1992 | La religione dei romani                               | Renato Del Ponte            | Vanità di scrivere di Grytzko Mascioni, Jaca Book La coscienza sensibile di Giorgio Pressburger, Rizzoli Premio speciale: Jean Guiton con Dio e la scienza, Bompiani |
| 21       | 1993 | Messaggi segreti                                      | Alberto Bevilacqua          | I sogni tornano di Claudio Marabini, Rizzoli La danza del filosofo di Gesualdo Bufalino, Santi Quaranta |
| 22       | 1994 | Viaggio terrestre e celeste di Simone Martini         | Mario Luzi                  | Il volo dell'occasione di Filippo Tuena, Garzanti Il tempo in villa di Ferruccio Parazzoli, Longanesi |
| 23       | 1995 | Giacomino                                             | Antonio Debenedetti         | Il pettine di Laura Pariani Diario del seduttore passivo di Ottiero Ottieri, Giunti |
| 24       | 1996 | I fasti dell'ortica                                   | Maria Luisa Spaziani        | Una vita di Jacqueline Risset, Rizzoli Dialogo in pubblico di Maria Corti, Bompiani Le terme di Manuel Vázquez Montalbán, Feltrinelli |
| 25       | 1997 | La malga di Sir                                       | Carlo Sgorlon               | La morte di Mozart di Piero Buscaroli, Rizzoli Mosè di André Chouraqui, Marietti |
| 26       | 1998 | L'armadio delle meraviglie                            | Alvar González-Palacios     | L'infanzia friulana di Elio Bartolini Il talento di Cesare De Marchi |
| 27       | 1999 | Nascere                                               | Maurizio Bettini            | --- |
| 26       | 2000 | Case, amori, universi                                 | Fosco Maraini               | Le storie, la storia di Paolo Mieli, Rizzoli I gabbiani di Fringen di Ettore Masina, San Paolo |
| 28       | 2001 | L'ultimo rosa di Lautrec                              | Alessandro Barbero          | Una storia della Repubblica di Giano Accame, Rizzoli I Re magi di Franco Cardini, Marsilio |
| 29       | 2002 | Dal giardino murato                                   | Luca Desiato                | Convertire Casaubon di Luciano Canfora, Adelphi Proleteska di Fleur Jaeggy, Piemme |
| 30       | 2003 | Lezioni napoleoniche                                  | Ernesto Ferrero             | Maledetti americani di Massimo Teodori (Mondadori) Il breve viaggio, Giaime Pintor nella Weimar nazista di Mirella Serri (Marsilio) |
| 31       | 2004 | Elogio delle donne mature                             | Stephen Vizinczey           | La sposa, di Giorgio Montefoschi (Rizzoli) L'invenzione del passato, di John Banville (Guanda) |
| 32       | 2005 | Invidia                                               | Muriel Spark                | La democrazia, di Luciano Canfora (Laterza) Il tema dell'addio, di Milo De Angelis (Mondadori) |
| 33       | 2006 | I Redenti                                             | Mirella Serri               | I cieli del mito , Gioacchino Chiarini (Diabiasis) L'infinito viaggiare, Claudio Magris (Mondadori) |
| 34       | 2007 | L'estate è crudele                                    | Bijan Zarmandili            | Sensibile al dolore, Laura Bocci, (Rizzoli) Cuore di mamma, Rosa Matteucci (Adelphi) |
| 35       | 2008 | Ravel                                                 | Jean Echenoz                | Felicità, Zülfü Livaneli (Gremese) Dieci, Andrej Longo (Adelphi) |
| 36       | 2009 | Le due ragazze con gli occhi verdi                    | Giorgio Montefoschi         | Quelli che ami non muoiono di Mario Fortunato (Bompiani) Inverno alla Grand Central di Lee Stringer |
| 37       | 2010 | Come mi batte forte il tuo cuore. Storia di mio padre | Benedetta Tobagi            | |
| 38       | 2011 | Odore di chiuso                                       | Marco Malvaldi              | |
| 39       | 2012 | Più alto del mare                                     | Francesca Melandri          | |
| 40       | 2013 | Capo Scirocco                                         | Emanuela Abbadessa          | |
| 41       | 2014 | Ci vediamo lassù                                      | Pierre Lemaitre             | |
| 42       | 2015 | Atti osceni in luogo privato                          | Marco Missiroli             | |
| 43       | 2016 | L'impostore                                           | Javier Cercas               | |
| 44       | 2017 | Scherzetto                                            | Domenico Starnone           | |
| 45       | 2018 | Resto qui                                             | Marco Balzano               | |
| 46       | 2019 | La madre americana                                    | Laura Laurenzi              | |
| 47       | 2020 | Il bambino nascosto                                   | Roberto Andò                | |
| 48       | 2021 | Italiana                                              | Giuseppe Catozzella         | |
| 49       | 2022 | Poco a me stesso                                      | Alessandro Zaccuri          | |
| 50       | 2023 | Tasmania (Supervincitore)                             | Paolo Giordano              | L'amore da vecchia, Vivian Lamarque, (Vincitore) Verità di famiglia, Sebastiano Mondadori (Vincitore) |
| 51       | 2024 | Il fuoco che ti porti dentro                          | Antonio Franchini           | |